# Oksana Biłozir
Oksana Wołodymyriwna Biłozir, ukr. Оксана Володимирівна Білозір (ur. 30 maja 1957 w Smydze) – ukraińska polityk i piosenkarka (m.in. wokalistka grupy „Oksana”), uhonorowana tytułem Ludowego Artysty Ukrainy. Deputowana, w 2005 minister kultury. Wdowa po Ihorze Biłozirze.

## Życiorys
Absolwentka szkół artystycznych we Lwowie, uzyskała też magisterium z zakresu dyplomacji. Była solistką zespoły „Watra”, a w 1994 został wokalistką zespołu „Oksana”.
W latach 2002–2005 była deputowaną do Rady Najwyższej z ramienia Bloku Nasza Ukraina. Od 2004 kierowała własnym ugrupowaniem odwołującym się do nurtu chadeckiego. W pierwszym rządzie Julii Tymoszenko zajmowała stanowisko ministra kultury i sztuki (jako jedyna oprócz Julii Tymoszenko kobieta w tym gabinecie). W 2006 i 2007 ponownie uzyskiwała mandat poselski. W 2008 była wśród założycieli Zjednoczonego Centrum, z którego później odeszła. W 2014 dołączyła do Bloku Petra Poroszenki, w 2016 objęła w trakcie kadencji mandat poselski.